# إريك ألفريد هافلوك
اريك أ. هافلوك هو باحث في تاريخ العصور الكلاسيكية وأستاذ جامعي كندي، ولد في 3 يونيو 1903 في لندن في المملكة المتحدة، وتوفي في 4 أبريل 1988 في بكبسي في الولايات المتحدة.

## وصلات خارجية
- إريك ألفريد هافلوك على موقع الموسوعة البريطانية (الإنجليزية)